# Kaplica Matki Bożej w Katowicach-Dębie
Kaplica Matki Bożej w Katowicach-Dębie – zabytkowa, neogotycka kaplica typu domkowego, położona na rogu ulic Dębowej i Źródlanej w Katowicach, w dzielnicy Dąb. Powstała ona w 1893 roku z fundacji Antoniego i Józefy Kraclów. Znajduje się ona na terenie rzymskokatolickiej parafii św. Jana i Pawła Męczenników.

## Historia
Kaplica powstała wcześniej niż dębska parafia i kościół parafialny. Wzniesiono ją w 1893 roku, co wynika z datowania na jednej z przypór od strony ulicy Źródlanej. Budowniczym kaplicy był pochodzący z Katowic August Lauterbach. Powstała ona z inicjatywy i fundacji Antoniego i Józefy Kraclów, którzy postawili ją na swoich gruntach. Zawodowo zajmowali się oni wywożeniem żużlu z kopalni „Ferdinand”. Kaplica ta według przekazów ustnych byłą obiektem wotywnym za szczęśliwy powrót z wojny syna fundatorów.
W momencie wzniesienie kaplica znajdowała się ona przy drodze prowadzącej przez pola, gdyż ulica Źródlana została wytyczona dopiero w latach 30. XX wiei.
W 1899 roku Kraclowie przekazali kaplicę chorzowskiej parafii wraz z datkiem 200 marek na jej utrzymanie. Ostatecznie nastąpiło to po kilku latach, gdyż toczył się spór o własność gruntu, na którym ta kaplica stanęła. Po przekazaniu obiektu parafii została ona poświęcona przez księdza M. Krokera. 
Na wniosek właściciela, tj. parafii św. Jana i Pawła Męczenników, w dniu 9 marca 2021 roku kaplica została wpisana do rejestru zabytków nieruchomych województwa śląskiego.

## Charakterystyka
Kaplica Matki Bożej położona jest w Katowicach na rogu ulic Dębowej i Źródlanej w granicach katowickiej dzielnicy Dąb. Znajduje się ona na terenie rzymskokatolickiej parafii św. Jana i Pawła Męczenników w Katowicach-Dębie.
Jest to kaplica domkowa, wybudowana w stylu neogotyckim z cegły klinkierowej, na planie sześcioboku. Powierzchnia zabudowy kaplicy wynosi 14 m². Ściany kaplicy z nietynkowanej cegły podparte są ośmioma wydatnymi przyporami. Drzwi i cztery okna budowli są zwieńczone ostrymi łukami. Charakterystycznym elementem kaplicy jest masywny gzyms biegnący wzdłuż krawędzi dachu. Składa się on z wielu warstw cegieł tworzących ząbkowany wzór. Frontowa ściana kaplicy nadbudowana jest attyką, która powiela wzór gzymsu.
We wnętrzu kaplicy znajduje się figura Matki Bożej Różańcowej oraz obraz świętego Jana Pawła II. 
Kaplica ta jest ważnym obiektem dla społeczności katowickiego Dębu jako miejsce kultu oraz historyczny obiekt dzielnicy, który jest starszy od dębskiego kościoła św. Jana i Pawła Męczenników. W czasie uroczystości Najświętszego Ciała i Krwi Chrystusa jest ona wykorzystywana jako jeden z ołtarzy. 
Kaplica wpisana jest ona do rejestru zabytków nieruchomych województwa śląskiego pod numerem A/772/2021, a także do gminnej ewidencji zabytków miasta Katowice. Jest ona także ujęta w strefie ochrony konserwatorskiej ustalonej na podstawie uchwalonego 24 września 2007 roku przez Radę miasta Katowice miejscowego planu zagospodarowania przestrzennego obszaru dzielnicy Dąb-Wełnowiec w Katowicach.